# Вільям Волластон
Ві́льям Гайд Во́лластон (англ. William Hyde Wollaston; 6 серпня 1766, Іст-Дерегем, Норфолк — 22 грудня 1828, Лондон) — англійський вчений, який відкрив паладій (1803) і родій (1804), вперше отримав (у  1803) в чистому вигляді платину. Відкрив (1801) незалежно від Йоганна Вільгельма Ріттера ультрафіолетове випромінювання, сконструював рефрактометр (1802) і гоніометр (1809).

## Біографічні дані
Вивчав медицину в Оксфорді і Лондоні, здобув звання лікаря і став займатися практикою в Лондоні. Тут він клопотався про отримання місця у шпиталі Святого Георгія, але оскільки віддали перевагу іншому, на його думку, менш гідному, то він кинув зовсім медицину і став спеціально займатися фізикою і хімією.
У 1793 році він був обраний членом Лондонського королівського товариства, згодом був його секретарем і президентом цієї установи. Значення Волластона в хімії визначається тим, що він спочатку демонстрував хімічний «закон кратних пропорцій» на простих і характерних прикладах. У дослідженні «Про надкислі і підкислі солі» (1808) Волластоном показує, що якщо на одну й ту ж кількість основи припадають різні кількості кислот, то ці останні відносяться один до одного, як 1:2:4. Тут же Волластоном вперше висловлює свої міркування про просторове розташування атомів.
У 1800 році він знайшов спосіб готувати ковку платину і таким чином ввів у вживання платиновий посуд, що мало величезне значення в розвитку технічного добування сірчаної кислоти. Щоправда, до 1828 Волластон не повідомляв секрету як готувати ковку платину. У 1803 він відкрив паладій, в 1804 — родій.
Цікавлячись і займаючись кристалографією, Волластон винайшов відображальний гоніометр. Коли весь вчений світ був охоплений дискусією, що виникла між Вольта і Гальвані, про причини виникнення електричного («гальванічного») струму, Волластон взяв діяльну участь у цій суперечці і винайшов гальванічний елемент (або пару), який досі носить його ім'я. Нарешті, у 1814 Волластон дав точнішу, ніж Дальтонова, таблицю «атомних» або «еквівалентних» ваг, яка була складена на основі різних експериментальних даних, і яка мало відрізнялася від таблиці, приведеної згодом Берцеліусом.

## Вшанування пам'яті
На честь Волластона названо мінерал воластоніт (силікат кальцію), кратер на видимій стороні Місяця і озеро у Канаді.
З 1831 року Британське геологічне товариство вручає медаль Волластона, виготовлену з відкритого науковцем паладію.

## Праці
- William Hyde Wollaston: On a New Metal, Found in Crude Platina. Phil. Trans. R. Soc. Lond. January 1, 1804 94:419-430; doi:10.1098/rstl.1804.0019 (Текст (англ.))
- William Hyde Wollaston: On the Discovery of Palladium; With Observations on Other Substances Found with Platina. Phil. Trans. R. Soc. Lond. January 1, 1805 95:316-330; doi:10.1098/rstl.1805.0024 (Текст (англ.))